# 秋篠寺

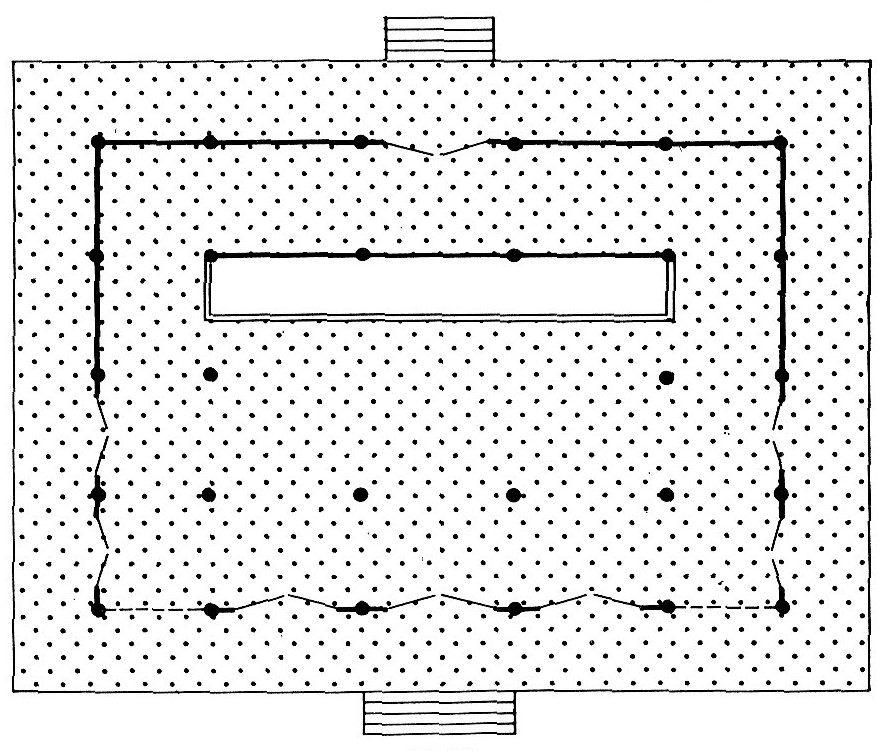
本堂平面図

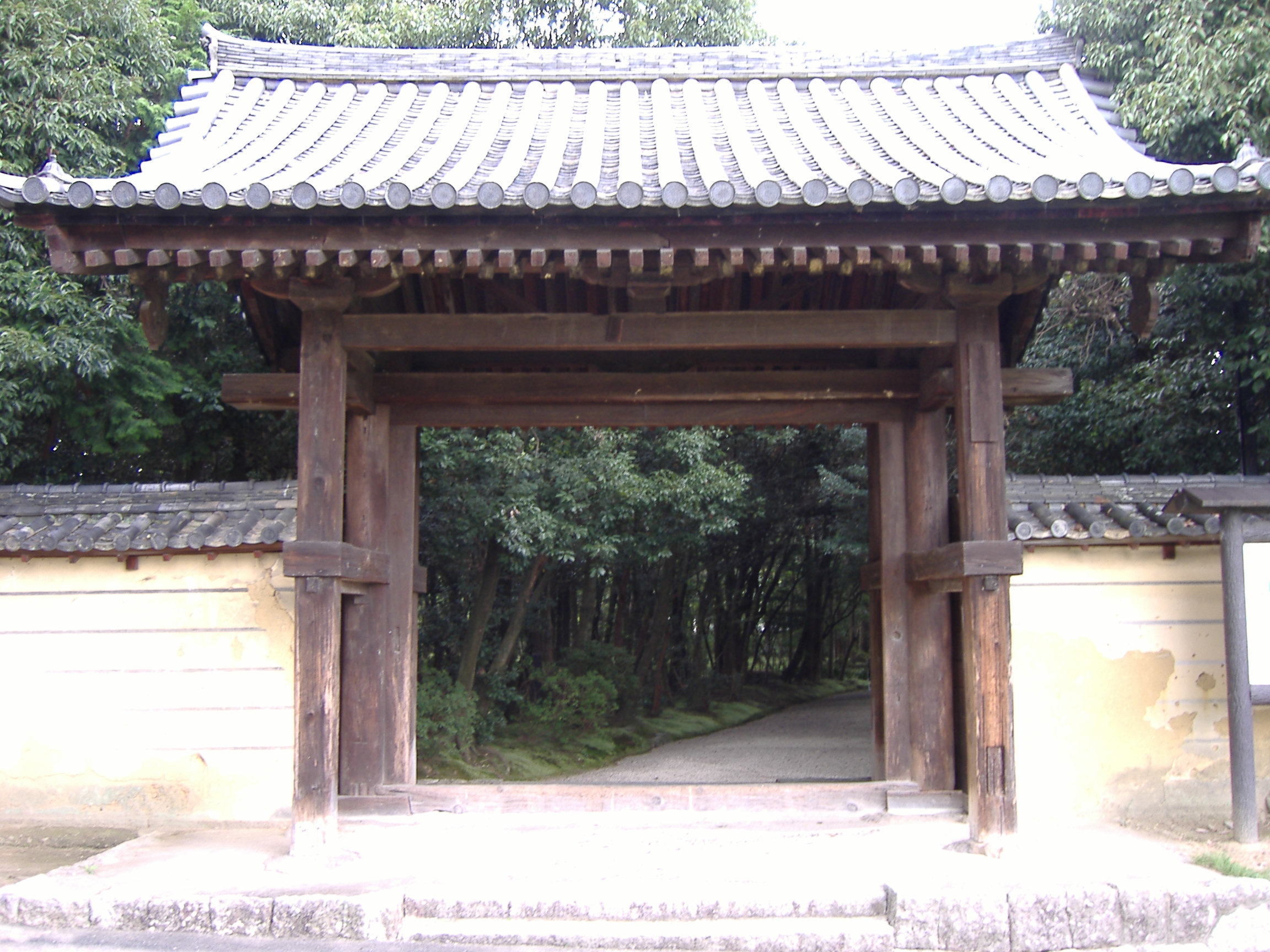
秋篠寺南門

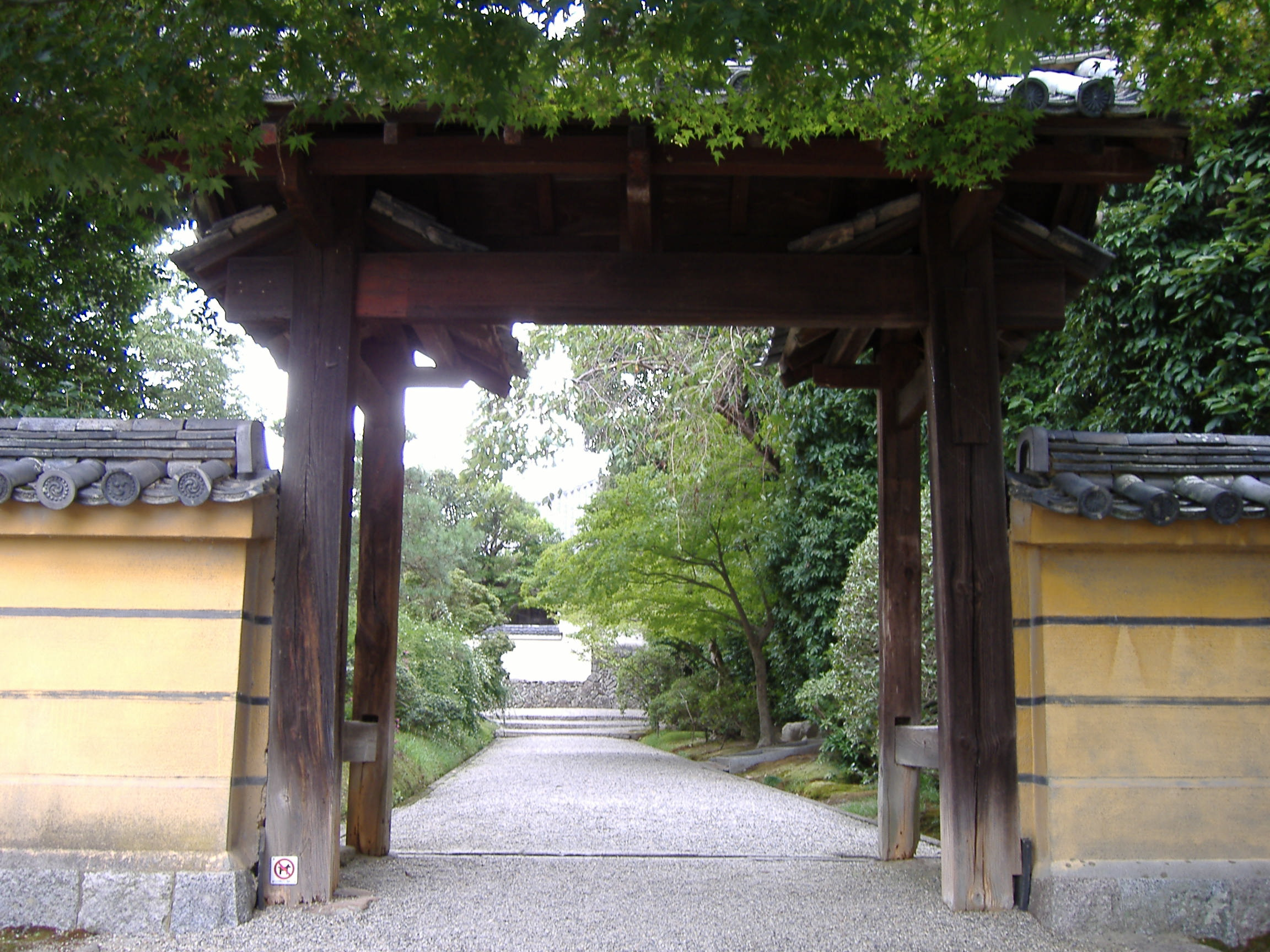
秋篠寺東門

秋篠寺（あきしのでら）は、奈良県奈良市秋篠町にある単立の寺院。山号はなし。本尊は薬師如来。伎芸天像と国宝の本堂で知られる。

## 歴史

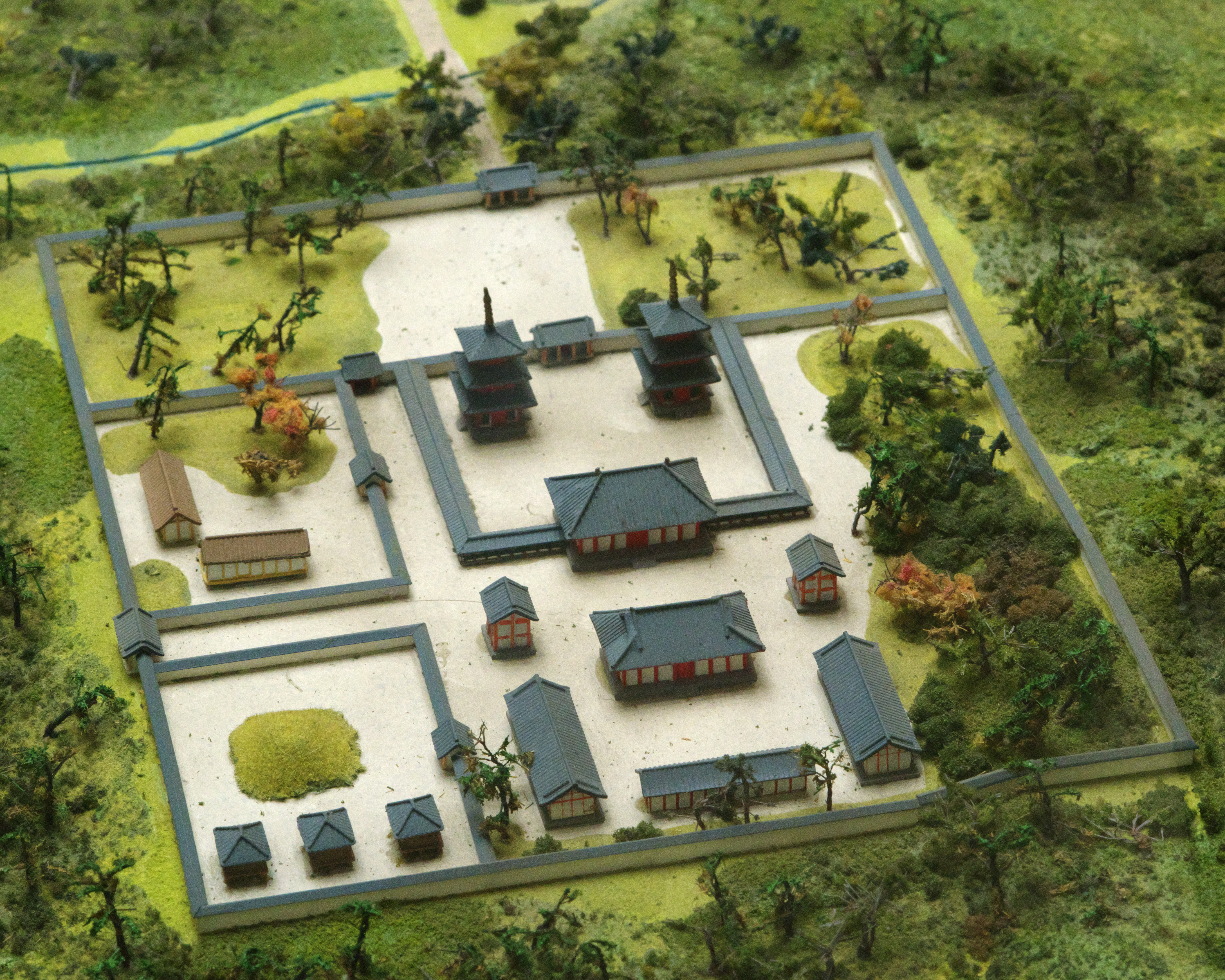
奈良時代の秋篠寺の模型（奈良市役所所蔵平城京1/1000模型の一部）

寺は奈良市街地の北西、西大寺の北方に位置する。奈良時代の法相宗の僧・善珠の創建とされ、地元の豪族秋篠氏の氏寺ともいわれているが、創建の正確な時期や事情はわかっていない。
宝亀7年（776年）、皇后の井上内親王と、その子で皇太子の他戸親王を廃して死に至らしめた光仁天皇の勅願により善珠が創建したともいうが、これは鎌倉時代の文書に見えるものである。文献上の初見は『続日本紀』に宝亀11年（780年）、光仁天皇が秋篠寺に食封（じきふ）一百戸を施入したとあるもので、この年以前の創建であることがわかる（食封とは、一定地域の戸（世帯）から上がる租庸調を給与や寺院の維持費等として支給するもの）。創建時は法相宗の寺院であった。『日本後紀』によれば、延暦25年（806年）に崩御した桓武天皇の五七忌が秋篠寺で行われたことが見え、皇室とも関連の深い寺院であったことがわかる。
秋篠寺は平安時代になると真言宗寺院となり、平安後期からは寺領を増大させて南に位置する西大寺との間にたびたび寺領をめぐる争論があったことが、西大寺側に残る史料からわかる。
保延元年（1135年）には火災により講堂以外の主要伽藍を焼失した。現存する本堂（国宝）は、旧講堂の位置に建つが創建当時のものではなく、鎌倉時代の再建である。
文禄4年（1595年）、豊臣秀吉によって寺領100石が安堵される。
明治時代以降は浄土宗に宗旨を変更していたが、現在は単立寺院となっている。
南門の外にはかつての鎮守社・八所御霊神社があり、早良親王など八柱を祀る。

## 境内
現在、主な入口は東門になっているが、本来の正門は南門である。南門と本堂の間には、雑木林や苔庭の中に金堂、東西両塔の跡があり、それぞれ礎石が残っている。
- 本堂（国宝） - 鎌倉時代の建立で、講堂の跡地に建てられた。当時の和様仏堂の代表作の1つである。桁行（正面）5間、梁間（側面）4間（「間」は長さの単位ではなく、柱間の数を意味する用語）。屋根は寄棟造、本瓦葺き。堂の周囲には縁などを設けず、内部は床を張らずに土間とする。正面の柱間5間は中央3間を格子戸、左右両端の間を連子窓とする。全体に保守的で簡素な構成で、鎌倉時代の再建でありながら奈良時代建築を思わせる様式を示す建物である。和様建築では柱上部の頭貫（かしらぬき）以外には貫を用いず長押を使用するのが原則だが、この建物では内法長押（うちのりなげし）の下に内法貫を使用し、内部の繋虹梁（つなぎこうりょう）も身舎（もや）側では柱に差し込むなどの新技法が使われている[注 1]。なお、建物内部の柱にも風蝕痕が残ることなどから、建立当初は建物前面の左右5間・奥行1間分を、壁や建具を入れない吹き放しとしていたと推定される。堂内には本尊薬師三尊像（重要文化財）を中心に、十二神将像、地蔵菩薩立像（重要文化財）、帝釈天立像（重要文化財）、伎芸天立像（重要文化財）などを安置する。
- 鐘楼
- 大元堂 - 本堂西側。秘仏の大元帥明王像を安置する。
- 開山堂
- 霊堂
- 十三重石塔
- 金堂跡 - 礎石が残る。苔庭となっている。
- 十三社
- 香水閣 - 本堂東側、東門近くにある井戸「香水井」である。平安時代の初め、僧常暁が当時の閼伽井の水面に映る大元帥明王像を感得したという故地である。
- 東門
- 庫裏
- 東塔跡 - 三重塔の跡。基壇や礎石がよく残っている。
- 西塔跡 - 苔庭の中にある。
- 南門（正門）
- 善珠の墓 - 境内東の飛び地にある。

## 文化財

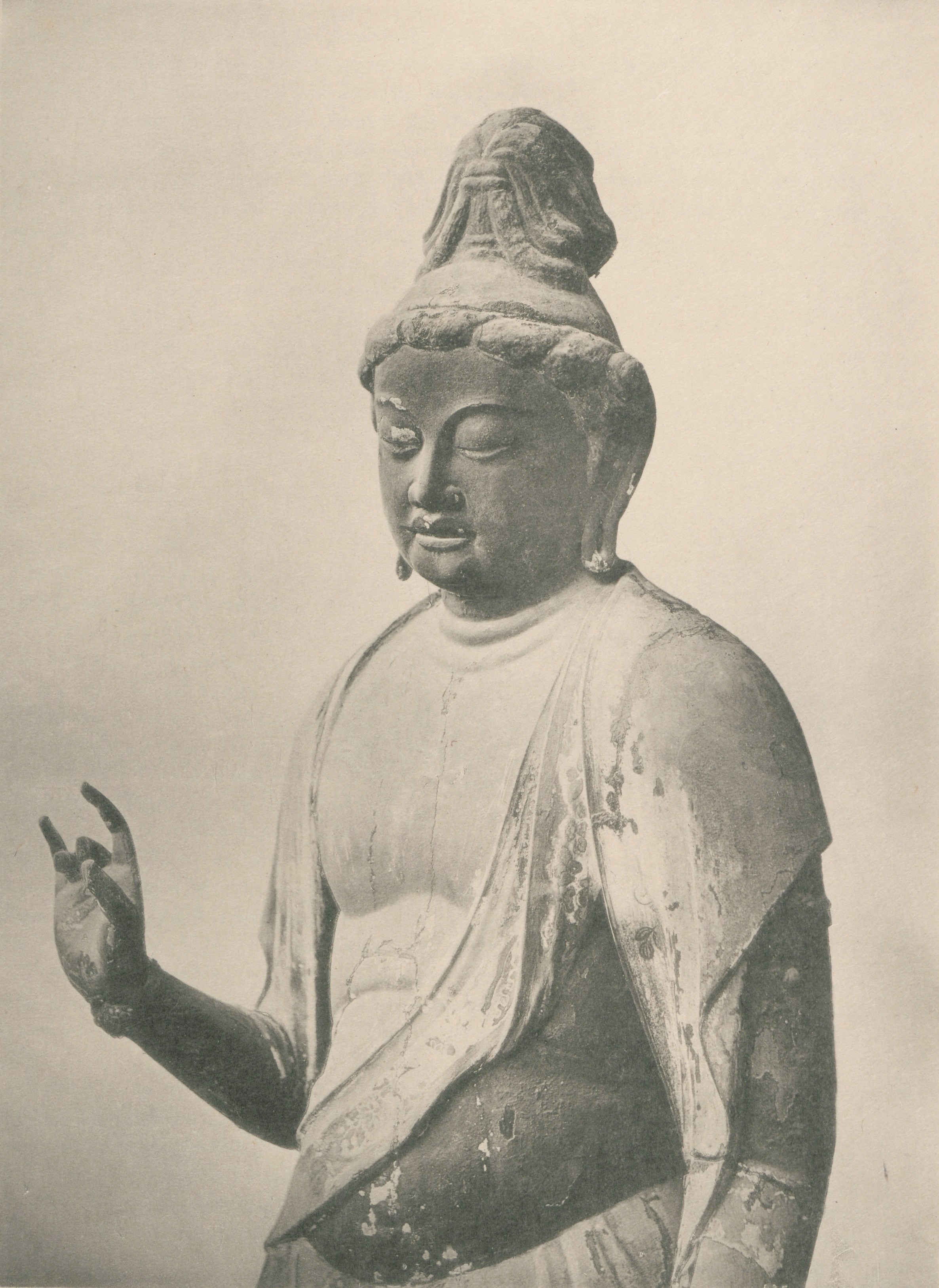
伝伎芸天立像　奈良時代～鎌倉時代　重要文化財

### 国宝
- 本堂

### 重要文化財
- 木造伝・伎芸天立像 - 像高206.0センチメートル。本堂仏壇の向かって左端に立つ。瞑想的な表情と優雅な身のこなしで多くの人を魅了してきた像である。全体が同時期に製作されたものではなく、頭部は奈良時代に脱活乾漆法で、体部は鎌倉時代に木造で作られているが、像全体としては違和感なく調和している[3]。「伎芸天」として伝わることから「木造伝伎芸天立像（頭部乾漆造）」として重要文化財に登録されている[4]。「伎芸天」の彫像の古例は日本では本像以外に知られていない[3]。なお、体部は運慶の作とする説もある[3]。秋篠寺には、頭部を奈良時代の脱活乾漆造、体部を鎌倉時代の木造とする像が本像を含め4体ある。
- 木造薬師如来及両脇侍像 - 本堂の本尊である。中尊の薬師如来が素木仕上げであるのに対し、脇侍の日光菩薩・月光菩薩像は彩色仕上げで作風も異なり、本来の一具ではない。中尊薬師如来像は蓮華座ではなく古風な裳懸座に坐す。制作年代については、室町時代頃の復古作とされている。両脇侍像は平安時代後期の作とみられ、像容から、もとは梵天・帝釈天像として造られた可能性がある。
- 木造帝釈天立像 - 頭部は奈良時代の脱活乾漆造、体部は鎌倉時代の木造。本堂に安置。
- 木造梵天立像 - 頭部は奈良時代の脱活乾漆造、体部は鎌倉時代の木造。奈良国立博物館に寄託。
- 木造伝・救脱菩薩立像 - 頭部は奈良時代の脱活乾漆造、体部は鎌倉時代の木造。奈良国立博物館に寄託。
- 木造地蔵菩薩立像 - 平安時代。本堂に安置。（1909年（明治42年）重文指定）
- 木造地蔵菩薩立像 - 平安時代。京都国立博物館に寄託。（1906年（明治39年）重文指定）
- 木造十一面観音立像 - 平安時代。東京国立博物館に寄託。
- 脱活乾漆像残欠（乾漆断片8片、心木2躯分） - 奈良時代。奈良国立博物館に寄託。
- 木造大元帥明王立像 - 鎌倉時代。本堂西側の大元堂に安置。大元帥明王の彫像として稀有の作。6本の手をもち、体じゅうに蛇が巻き付いた忿怒像で、秋篠寺が真言密教寺院であった時代の作である。秘仏で5月5日の護摩法要と6月6日の結縁開扉の時に開扉されるが、一般の拝観が可能なのは6月6日のみである。

### 奈良県指定有形文化財
- 鰐口 1口

### 奈良市指定有形文化財
- 絹本著色愛染明王像 1幅 - 奈良国立博物館に寄託。
- 絹本著色大元帥明王像 1幅

### 奈良市指定有形民俗文化財
- 馬図絵馬 断片7点

## アクセス
- 近鉄大和西大寺駅下車。奈良交通バス72号系統押熊行きに乗車の上、「秋篠寺」バス停下車。
- 近鉄平城駅下車。東に0.8キロ（徒歩約12分）。